# Balanophyllia parallela
Espèce
Statut CITES
Balanophyllia parallela est une espèce de coraux appartenant à la famille des Dendrophylliidae. Selon la base de données WoRMS, cette espèce fait partie du sous-genre Balanophyllia (Balanophyllia) Wood, 1844.

## Publication originale
- (de) C. Semper, « Uber Generationswechsel bei Steinkorallen und über das M.-Edwards'sche Wachstumgesetz der Polypen », Zeitschrift für wissenschaftliche Zoologie, vol. 22,‎ 1872, p. 235-280 (ISSN 0044-3778, OCLC 50371254, lire en ligne).